# 美格福斯
美格福斯（Magnavox）是一家在美国成立的電子公司，自1974年起一直是荷蘭電子廠商飛利浦旗下的子公司。最初於1917年由彼得·L·詹森、埃德溫·L·普里漢姆所成立，其中在1972年推行發售的「美格福斯奧德賽」為歷史上第一款家庭娛樂用電子遊戲機。
此公司原名「Magnavox」；在拉丁文裡含意是「響亮的聲音」。

## 歷史
最初在1910年代期間，曾任職在聯邦電報公司（Federal Telegraph Company）的彼得·L·詹森、埃德溫·L·普里漢姆與金融界的理查·奧康納三人在加州納帕成立了處理電話聽筒元件的「商用無線開發公司」（Commercial Wireless & Development Company）。之後在1917年；詹森與普里漢姆將此公司重新取名為美格福斯，而最初美格福斯是經營於通訊方面領域。
於第一次世界大戰裡，美格福斯有開發出用於抗雜訊以及防水的話機供於前線使用，另也為美國總統伍德羅·威爾遜在1919年期間的演說場合裡提供擴音設備。之後因不敵AT&T公司於公共廣播領域上主導的優勢，美格福斯改轉向無線電與留聲機方面的開發。另外在1920年代期間也開始製造多款型式喇叭，其中在1960年代則生產史上第一批電漿顯示器規格的產品。
在1972年美格福斯推出了歷史上首款的家庭用電子遊戲機「美格福斯奧德賽」，該主機隨後達到全球銷售約33萬台成績。不過因1974年飛利浦收購了美格福斯，讓飛利浦可在往後美格福斯推出的產品掛上飛利浦的名稱，而1978年發售的奧德賽次代主機「美格福斯奧德賽²」；在一些美國海外國家有被改稱為「飛利浦奧德賽」或「飛利浦VideoPac」。
1980年代中期裡菲利浦與美格福斯生產了以螢幕生成處理畫面的電子文字處理器產品獲得不錯成績，並成為該時段中文字處理器的規格標準。往後美格福斯則以販售家庭影視娛樂設備為主要產品。

## 相關產品圖集

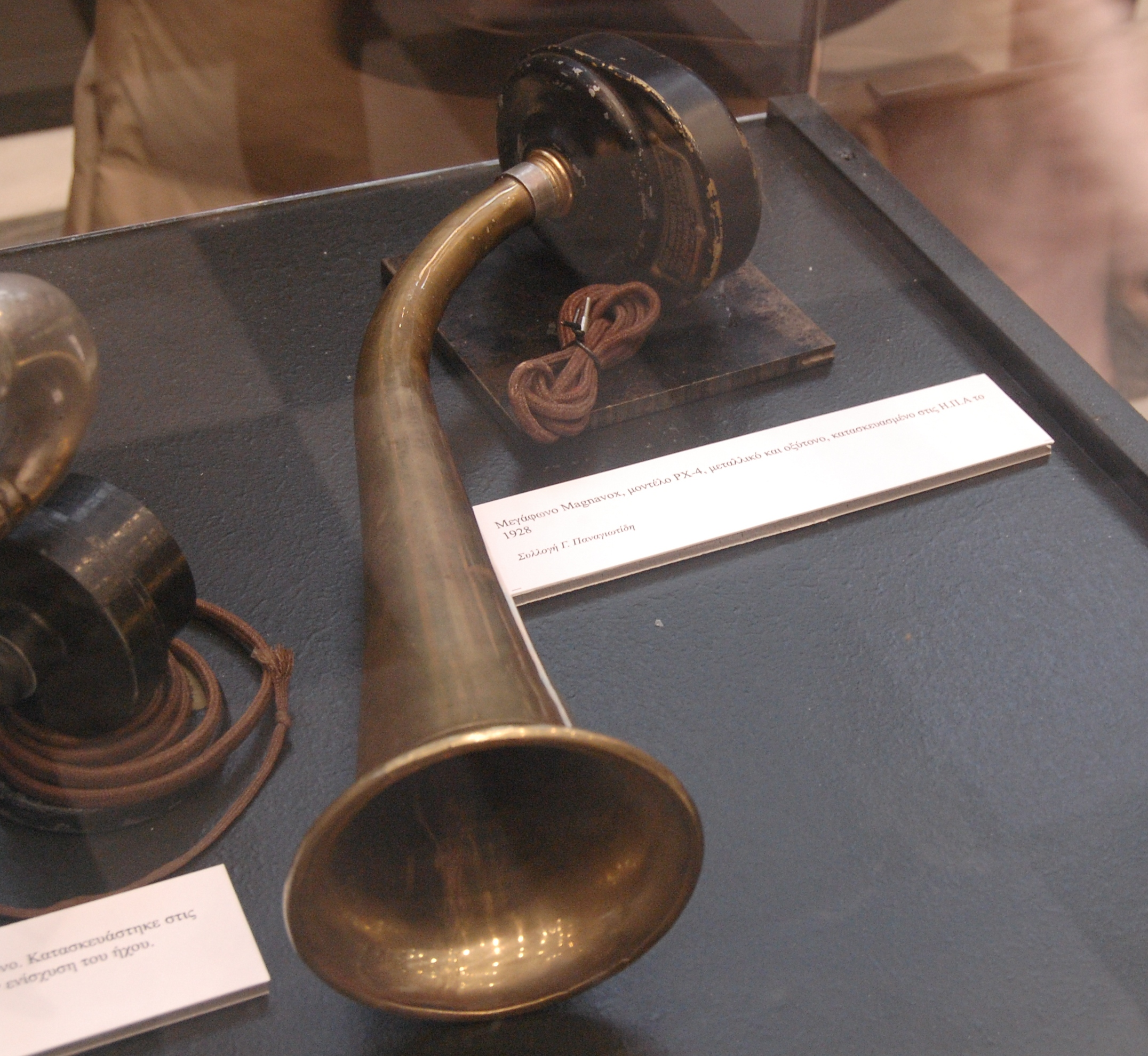
於1928年推出的美格福斯PX-4型號的揚聲器。
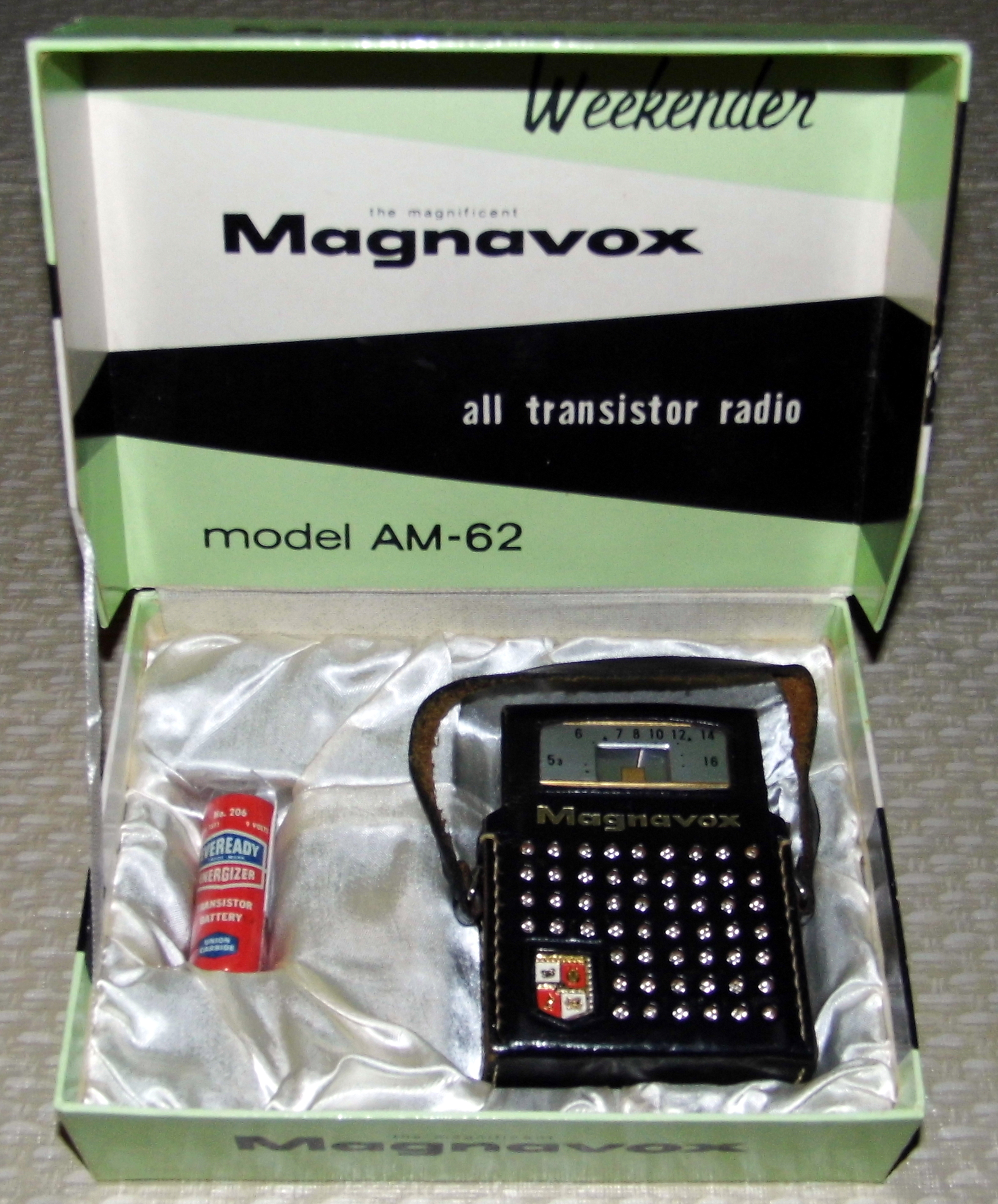
由美格福斯在海外日本部門製造、在1963年發行的AM-62款號之收音機。
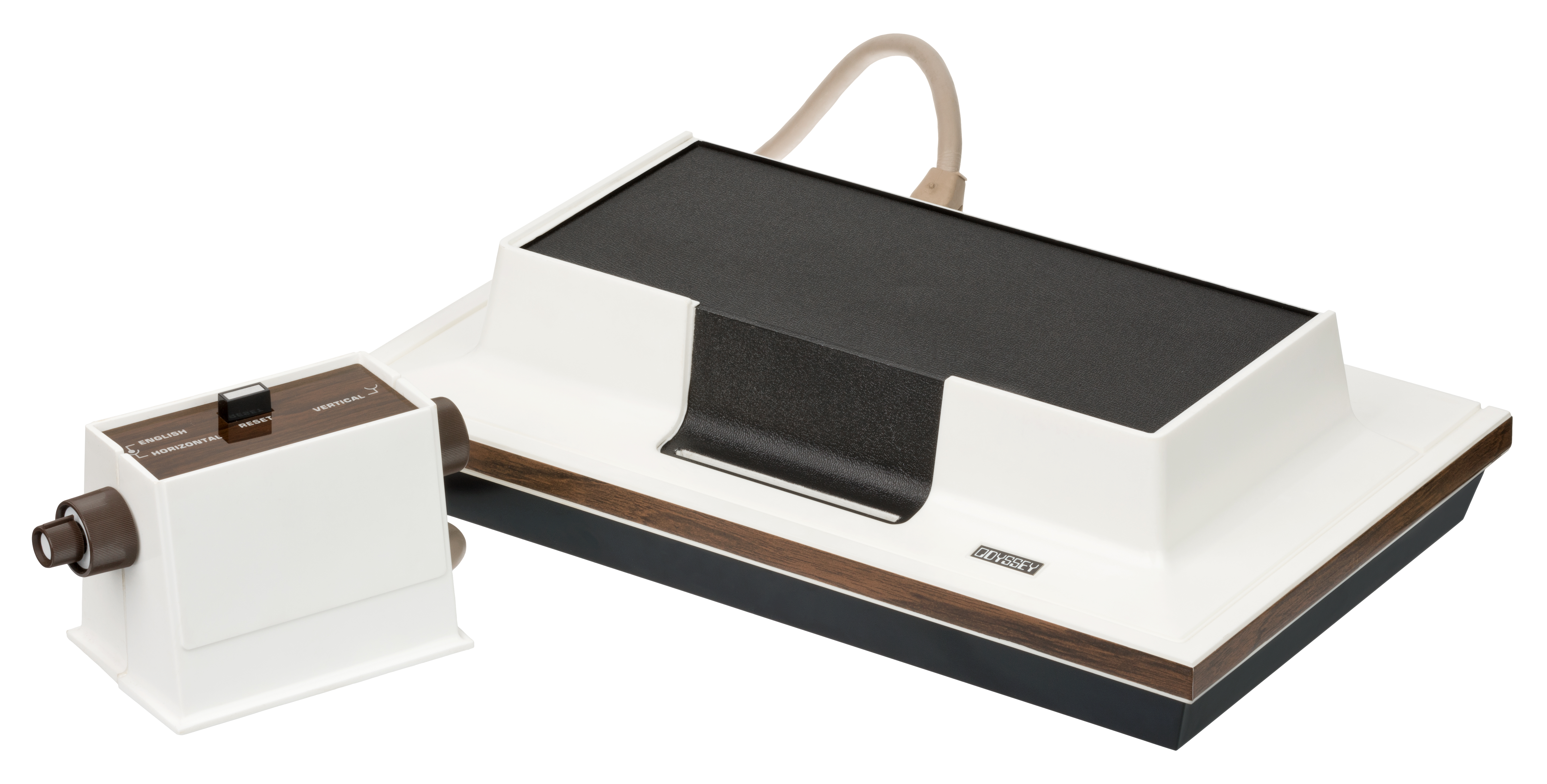
美格福斯奧德賽 ── 歷史上第一款家用電子遊戲機。

## 外部連結
- 美格福斯官方網站 （页面存档备份，存于）